# Witstaartcotinga
De witstaartcotinga (Xipholena lamellipennis) is een zangvogel uit de familie der cotinga's (Cotingidae).

## Verspreiding en leefgebied
Deze vogel is endemisch in Brazilië, waar hij voorkomt in het oostelijke Amazonegebied.

## Status
De grootte van de populatie is in 2021 geschat op 0,4-3 miljoen volwassen vogels. Aangenomen wordt dat de aantallen snel achteruitgaan door ontbossing. Op de Rode lijst van de IUCN heeft deze soort daarom de status gevoelig.